# نييتش بيتشنيك
نييتش بيتشنيك (بالإيطالية: Nejc Pečnik) (مواليد 3 يناير 1986 في درافوغراد) لاعب كرة قدم سلوفيني يلعب حاليا لصالح نادي ناسيونال ماديرا البرتغالي.

## روابط خارجية
- نييتش بيتشنيك على موقع الاتحاد الدولي (مؤرشف)  (الإنجليزية)
- نييتش بيتشنيك على موقع الاتحاد الأوربي (الإنجليزية)
- نييتش بيتشنيك على موقع رابطة كرة القدم اليابانية للمحترفين (اليابانية)
- نييتش بيتشنيك على موقع قاعدة بيانات كرة القدم.إي يو (الإنجليزية)
- نييتش بيتشنيك على موقع بيانات كرة القدم. دي إي (الألمانية)
- نييتش بيتشنيك على موقع ناشيونال فوتبول تيمز (الإنجليزية)
- نييتش بيتشنيك على موقع Soccerbase.com (لاعب) (الإنجليزية)
- نييتش بيتشنيك على موقع Soccerway.com (الإنجليزية)
- نييتش بيتشنيك على موقع عالم كرة القدم.نت (الإنجليزية)